# Pontotoc, Mississippi
Pontotoc là một thành phố thuộc quận Pontotoc, tiểu bang Mississippi, Hoa Kỳ. Năm 2010, dân số của thành phố này là 5 625 người.

## Dân số
- Dân số năm 2000: 5 364 người.
- Dân số năm 2010: 5 625 người.